# 19494 Gerbs
19494 Gerbs è un asteroide della fascia principale. Scoperto nel 1998, presenta un'orbita caratterizzata da un semiasse maggiore pari a 2,9928080 UA e da un'eccentricità di 0,0481553, inclinata di 12,01376° rispetto all'eclittica.